# Euthalia immaculata
Euthalia immaculata är en fjärilsart som beskrevs av Pieter Cornelius Tobias Snellen 1890. Euthalia immaculata ingår i släktet Euthalia och familjen praktfjärilar. Inga underarter finns listade i Catalogue of Life.